# Antoine Perrenot de Granvelle

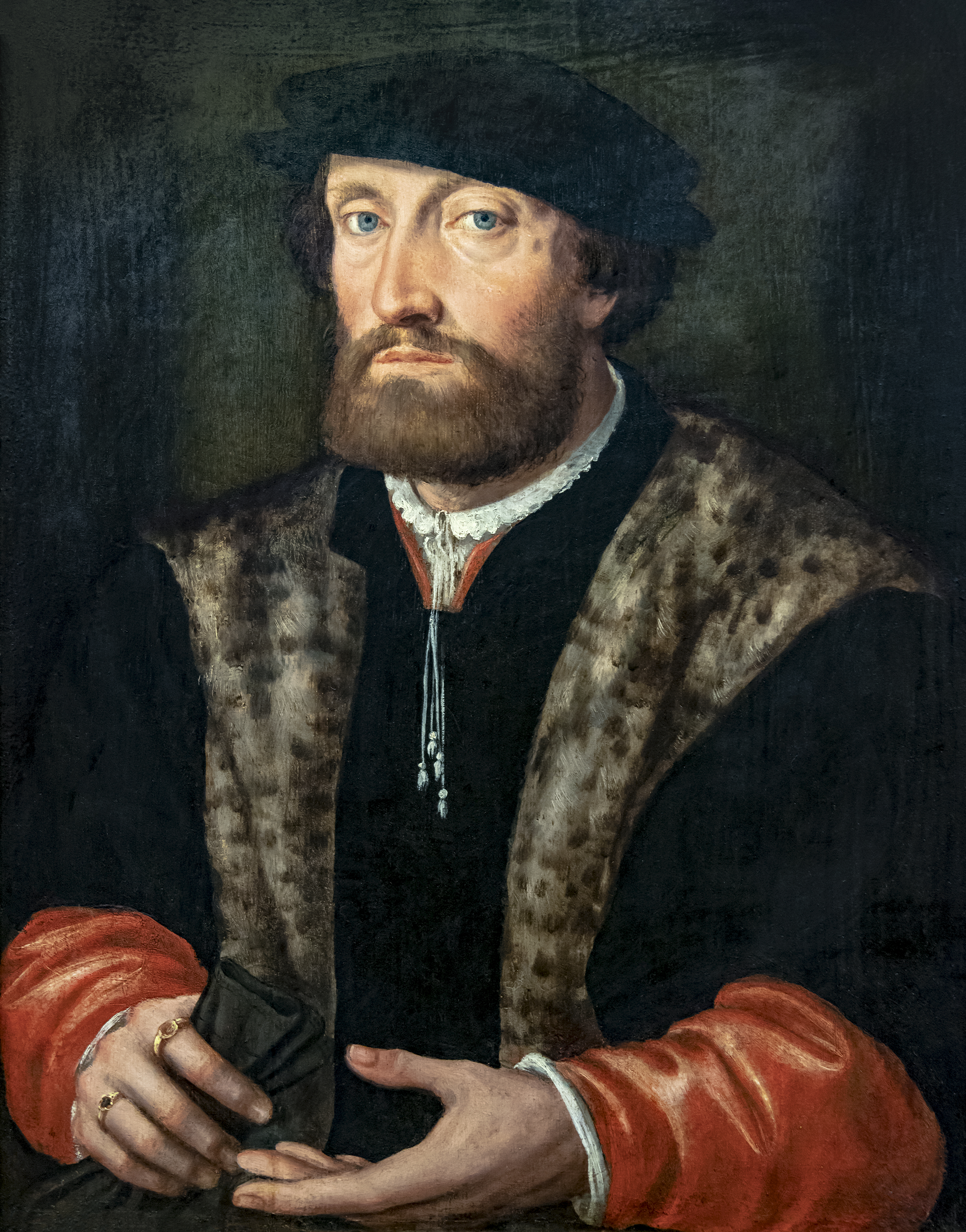
Granvelle, Porträt von Frans Floris

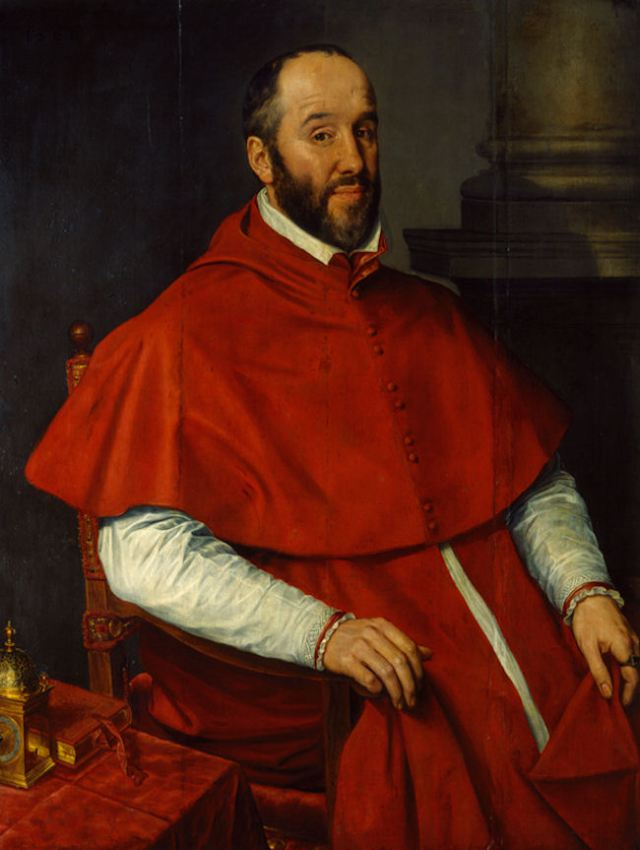
Granvelle als Kardinal, Ölgemälde von Willem Key (16. Jh.)

Antoine Perrenot de Granvelle, auch Granvella (* 20. August 1517 in Ornans bei Besançon; † 21. September 1586 in Vallecas bei Madrid), war ein französischer Kardinal und Politiker im Dienst der spanischen Habsburger. Er spielte als Minister eine wichtige Rolle in den Spanischen Niederlanden und war ein bedeutender Kunstsammler.

## Leben
Antoine war der älteste Sohn von Nicolas Perrenot de Granvelle (1484–1550), der Jurist und Staatsmann war. Antoine Perrenot studierte in Padua unter dem berühmten Pietro Bembo Jura, dann in Löwen Theologie und wurde daraufhin von seinem Vater in politische Kreise eingeführt. Schon zuvor erhielt er kirchliche Ämter: Kanoniker in Besançon im Alter von 12 Jahren, Archidiakon von Gray 1531 mit 14 Jahren, dann Dekan von Arbois, Propst von Utrecht, Abt von Kloster Balerne 1537 und Koadjutor der Priorie von Mouthier-Haute-Pierre, 1538 Kanoniker in Gent. Kurz nach seinem 23. Geburtstag ernannte ihn Papst Paul III. zum Bischof von Arras, 1540 empfing er die Priesterweihe und am 21. Mai 1543 durch Kardinal Juan Tavera, Erzbischof von Toledo, die Bischofsweihe. Selten in Arras präsent, ließ er seine Diözese durch einen Titularbischof verwalten, zunächst durch Paschasius Maupair OP und ab 1556 durch François Richardot.
Er wohnte den Reichstagen in Worms und Regensburg bei, hielt bei der Eröffnung des Tridentiner Konzils eine Rede und diente, unter der Leitung seines Vaters, von 1545 bis 1550 bei vielen Gelegenheiten dem Kaiser als Unterhändler. Dabei erwarb er sich geschäftliche Gewandtheit und Kenntnis der europäischen Politik, wodurch er 1550 als Nachfolger seines Vaters Staatssekretär des Kaisers wurde. Als solcher hatte er jedoch weder das Glück noch die Sicherheit, geschweige denn den Takt seines Vaters in schwierigen Lagen. Als die Regierung von Karl V. auf Philipp II. überging, blieb Antoine Perrenot im Staatsrat des spanischen Königs, war jedoch nicht mehr der eigentliche tonangebende Leiter der spanischen Politik. Zunächst führte er noch die Verhandlungen zwischen Spanien und Frankreich, die 1559 zum Frieden von Cateau-Cambrésis führten.
Im selben Jahr wurde er der Statthalterin der Niederlande, Margarete von Parma, als Minister zur Seite gestellt und vom König 1560 zum Erzbischof von Mechelen vorgeschlagen. Sein Bistum ließ Granvelle durch Generalvikare und Weihbischöfe verwalten. Von Papst Pius IV. am 10. März 1561 bestätigt, wurde er schon zuvor vom Papst im Konsistorium vom 26. Februar 1561 zum Kardinal erhoben. Doch der Landesfremde wurde bald den Niederländern verhasst, die ihm die strengen Maßregeln zur Last legten, während er bei Philipp verdächtigt wurde, seine Haltung fördere die Fortschritte der neuen Lehre. Granvelle erfuhr Hilfe durch zwei königstreue Berater, den Friesen Viglius van Aytta, den er zum Priester weihte, und den Wallonen Charles de Berlaymont. Doch wuchs die Opposition der Niederländer gegen Granvelle, eine eigene Liga tegen Granvelle entstand. Ohne Zustimmung der Stände schuf Granvelle 13 neue Bistümer, die er mit Vertrauten besetzte, welche von den einheimischen Klöstern bezahlt werden mussten. Die Führer der niederländischen Adelsopposition, Lamoral von Egmond, Wilhelm von Oranien und Philipp von Hoorn, verlangten in einem Schreiben an den König die Abberufung des herrschsüchtigen und habgierigen Prälaten, die jedoch nicht erfolgte. Sie gingen dann dazu über, ihn kaum verhüllt zu verspotten und zu erniedrigen, indem sie etwa ihren Bediensteten Narrenkappen auf die Schulterklappen nähen ließen, was als Anspielung auf den Galero verstanden wurde, den der Kardinal trug. Das Volk verhöhnte ihn schließlich offen auf der Straße und drückte ihm Spottverse in die Hand. Dies und eine persönliche Verstimmung der Statthalterin Margarete bewogen den Minister schließlich 1564, den König um seine Abberufung aus den Niederlanden zu ersuchen.

Wappen als Kardinal

Im Juli 1561 wurde er als Kardinalpriester von San Bartolomeo all’Isola installiert, wechselte aber seine römischen Titelkirchen häufiger bzw. erhielt zusätzlich 1562–1565 San Silvestro in Capite in commendam. 1570 hatte er kurzzeitig den Titel von Sant’Anastasia inne, um aber bereits im Juni zu San Pietro in Vincoli zu wechseln. 1578 erhielt er kurz Santa Maria in Trastevere, bevor er von Gregor XIII. im Oktober desselben Jahres zum Kardinalbischof von Sabina befördert wurde.
Granvelle ging 1564 nach Besançon und pflegte dort den Kontakt mit Gelehrten und Künstlern. Philipp schickte ihn 1565 nach Rom, um im Kardinalskollegium und in der unmittelbaren Umgebung des Papstes die Interessen Spaniens zu vertreten. Von dort ging Granvelle 1571 bis 1575 als Vizekönig von Neapel und wurde, nach erneutem Aufenthalt in Rom, wo er auch am Konklave 1572 teilnahm (Wahl Gregors XIII.), 1579 mit dem Titel eines Präsidenten des höchsten Rats von Italien und nach Madrid in den Staatsrat berufen.
Er verhandelte noch die Vereinigung Portugals mit Spanien (1580) und sorgte für die Verbindung der Infantin Katharina mit dem Herzog von Savoyen (1584).
Nach seinem Rücktritt als Erzbischof von Mechelen wurde Granvelle 1584 zum Erzbischof von Besançon gewählt, von Papst Gregor XIII. bestätigt und mit dem Pallium ausgezeichnet. Die Verwaltung der Diözese übernahmen seine Verwandten Jacues de Saint-Maurice, Prior von Bellefontaine, und François de Grammont.
Nach seinem Tod am 21. September 1586, den Begräbnisfeierlichkeiten in Madrid wurde sein Leichnam nach Besançon überführt und in der Cathédrale Saint-Jean bestattet. Sein Palast in Brüssel, den er von 1555 bis 1564 bewohnte, wurde 1931 abgerissen. Heute befindet sich an der Stelle das Einkaufszentrum Galerie Ravenstein.

### Nachlass und Familie
Zu seinem Nachlass gehörte eine bedeutende Sammlung von Manuskripten und Drucken. Seine Briefe und Memoiren liegen im Archiv zu Besançon.
- Mitteilungen daraus machte Prosper Levesque in Mémoires pour servir à l'histoire du cardinal Granvelle (Paris 1753);
- den größten Teil edierte Charles Weiß: Papiers d'État du cardinal de Granvelle (Paris 1842–61, 9 Bde.);
- eine Fortsetzung gaben Edmond Poullet und Charles Piot heraus (Correspondance du cardinal Granvelle 1565–86, Brüssel 1878–84, Band 1–4).

Von seinen Brüdern war der ältere, Thomas Perrenot de Granvelle, comte de Cante-Croix (* 1521), spanischer Gesandter in Paris und Wien und starb 1571; der andere, Friedrich Perrenot de Champagne (* 1536), wurde 1571 Gouverneur von Antwerpen und 1578–84 wegen Begünstigung des niederländischen Aufstandes in Haft gehalten und starb 1600.